# Liga de Baloncesto de la ASEAN
La Liga de Baloncesto de la ASEAN (ASEAN Basketball League, abreviado ABL) es una competición de baloncesto en el sudeste de Asia, Hong Kong y Taiwán. Seis clubes de seis países diferentes de la Asociación de Naciones del Sudeste Asiático (ASEAN) inauguraron la competición en 2009.

## Equipos
| Equipo                    | Ciudad / Región         | Pabellón                             | Capacidad | Fundado | Unión ABL | Entrenador          |
| ------------------------- | ----------------------- | ------------------------------------ | --------- | ------- | --------- | ------------------- |
| Formosa Dreamers          | Changhua                | Changhua Stadium                     | 5,743     | 2017    | 2017      | Kyle Julius         |
| Hong Kong Eastern         | Wan Chai, Hong Kong     | Southorn Stadium                     | 2,000     | 1932    | 2016      | Jordan Brady        |
| Kuala Lumpur Dragons      | Kuala Lumpur            | MABA Stadium                         | 2,500     | 2009    | 2009      | Jamie Pearlman      |
| Macau Black Bears         | Macau                   | The Venetian Macao, Hall D           | TBC       | 2017    | 2017      | Charles Hantoumakos |
| Macau Wolf Warriors       | Macau                   | Foshan Shishan Gymnasium, Foshan     | TBC       | 2018    | 2018      | Todd Purves         |
| Macau Wolf Warriors       | Macau                   | Zhongshan Shaxi Gymnasium, Zhongshan | TBC       | 2018    | 2018      | Todd Purves         |
| Saigon Heat               | Ho Chi Minh City        | CIS Arena                            | 2,500     | 2011    | 2012      | Kevin Yurkus        |
| San Miguel Alab Pilipinas | Metro Manila            | Caloocan Sports Complex, Caloocan    | 3,000     | 2016    | 2016      | Jimmy Alapag        |
| San Miguel Alab Pilipinas | Cuneta Astrodome, Pasay | 12,000                               |           | 2016    | 2016      | Jimmy Alapag        |
| San Miguel Alab Pilipinas | Lapu-Lapu City, Cebú    | Hoops Dome                           | 6,000     | 2016    | 2016      | Jimmy Alapag        |
| San Miguel Alab Pilipinas | Santa Rosa, La Laguna   | Santa Rosa Sports Complex            | 5,700     | 2016    | 2016      | Jimmy Alapag        |
| San Miguel Alab Pilipinas | Antipolo, Rizal         | Ynares Center                        | 7,400     | 2016    | 2016      | Jimmy Alapag        |
| Singapore Slingers        | Kallang                 | OCBC Arena                           | 3,000     | 2006    | 2009      | Neo Beng Siang      |
| Taipei Fubon Braves       | Taipei                  | Taipei Heping Basketball Gymnasium   | 5,000     | 1983    | 2019      | Hsu Chin-che        |

### Antiguos equipos
| País      | Equipo                      | Años  | Años  |
| País      | Equipo                      | Desde | Hasta |
| --------- | --------------------------- | ----- | ----- |
| Brunéi    | Brunei Barracudas           | 2009  | 2011  |
| Taiwán    | Kaohsiung Truth             | 2016  | 2017  |
| Indonesia | CLS Knights Indonesia       | 2017  | 2019  |
| Indonesia | Indonesia Warriors          | 2012  | 2014  |
| Indonesia | Laskar Dreya South Sumatra  | 2014  | 2014  |
| Indonesia | Satria Muda BritAma         | 2009  | 2011  |
| Filipinas | AirAsia Philippine Patriots | 2009  | 2012  |
| Filipinas | Pilipinas MX3 Kings         | 2015  | 2016  |
| Filipinas | San Miguel Beermen          | 2012  | 2013  |
| Tailandia | Bangkok Cobras              | 2012  | 2012  |
| Tailandia | Hi-Tech Bangkok City        | 2009  | 2016  |
| Tailandia | Mono Vampire                | 2015  | 2020  |

## Campeones
| Temporada | Finalistas                                                      | Finalistas                                                      | Finalistas                                                      | Finalistas                                                      | Finalistas                                                      | Semifinalistas                                                  | Semifinalistas                                                  | Semifinalistas                                                  | Semifinalistas                                                  |
| Temporada | País                                                            | Campeón                                                         | Resultado                                                       | País                                                            | Finalista                                                       | País                                                            | Semifinalista                                                   | País                                                            | Semifinalista                                                   |
| --------- | --------------------------------------------------------------- | --------------------------------------------------------------- | --------------------------------------------------------------- | --------------------------------------------------------------- | --------------------------------------------------------------- | --------------------------------------------------------------- | --------------------------------------------------------------- | --------------------------------------------------------------- | --------------------------------------------------------------- |
| 2009–10   | Bandera de Filipinas                                            | Philippine Patriots^                                            | 3–0                                                             | Bandera de Indonesia                                            | Satria Muda BritAma                                             | Bandera de Singapur                                             | Singapore Slingers                                              | Bandera de Malasia                                              | Kuala Lumpur Dragons                                            |
| 2010–11   | Bandera de Tailandia                                            | Chang Thailand Slammers^                                        | 2–0                                                             | Bandera de Filipinas                                            | AirAsia Philippine Patriots                                     | Bandera de Malasia                                              | Westports KL Dragons                                            | Bandera de Singapur                                             | Singapore Slingers                                              |
| 2012      | Bandera de Indonesia                                            | Indonesia Warriors                                              | 2–1                                                             | Bandera de Filipinas                                            | San Miguel Beermen^                                             | Bandera de Filipinas                                            | AirAsia Philippine Patriots                                     | Bandera de Malasia                                              | Westports Malaysia Dragons                                      |
| 2013      | Bandera de Filipinas                                            | San Miguel Beermen^                                             | 3–0                                                             | Bandera de Indonesia                                            | Indonesia Warriors                                              | Bandera de Malasia                                              | Westports Malaysia Dragons                                      | Bandera de Tailandia                                            | Sports Rev Thailand Slammers                                    |
| 2014      | Bandera de Tailandia                                            | Hi-Tech Bangkok City                                            | 2–0                                                             | Bandera de Malasia                                              | Westports Malaysia Dragons^                                     | Bandera de Singapur                                             | Singapore Slingers                                              | Bandera de Vietnam                                              | Saigon Heat                                                     |
| 2015–16   | Bandera de Malasia                                              | Westports Malaysia Dragons^                                     | 3–2                                                             | Bandera de Singapur                                             | Singapore Slingers                                              | Bandera de Tailandia                                            | Hi-Tech Bangkok City                                            | Bandera de Vietnam                                              | Saigon Heat                                                     |
| 2016–17   | Bandera de Hong Kong                                            | Hong Kong Eastern Long Lions^                                   | 3–1                                                             | Bandera de Singapur                                             | Singapore Slingers                                              | Bandera de Filipinas                                            | Alab Pilipinas                                                  | Bandera de Vietnam                                              | Saigon Heat                                                     |
| 2017–18   | Bandera de Filipinas                                            | San Miguel Alab Pilipinas                                       | 3–2                                                             | Bandera de Tailandia                                            | Mono Vampire                                                    | Bandera de la República Popular China                           | Chong Son Kung Fu^                                              | Bandera de Hong Kong                                            | Hong Kong Eastern                                               |
| 2018–19   | Bandera de Indonesia                                            | CLS Knights Indonesia                                           | 3–2                                                             | Bandera de Singapur                                             | Singapore Slingers                                              | Bandera de Hong Kong                                            | Hong Kong Eastern                                               | Bandera de Tailandia                                            | Mono Vampire                                                    |
| 2019–20   | Cancelada debido a la Pandemia de COVID-19.                     | Cancelada debido a la Pandemia de COVID-19.                     | Cancelada debido a la Pandemia de COVID-19.                     | Cancelada debido a la Pandemia de COVID-19.                     | Cancelada debido a la Pandemia de COVID-19.                     | Cancelada debido a la Pandemia de COVID-19.                     | Cancelada debido a la Pandemia de COVID-19.                     | Cancelada debido a la Pandemia de COVID-19.                     | Cancelada debido a la Pandemia de COVID-19.                     |
| 2020–21   | No iniciada debido a la situación tras la Pandemia de COVID-19. | No iniciada debido a la situación tras la Pandemia de COVID-19. | No iniciada debido a la situación tras la Pandemia de COVID-19. | No iniciada debido a la situación tras la Pandemia de COVID-19. | No iniciada debido a la situación tras la Pandemia de COVID-19. | No iniciada debido a la situación tras la Pandemia de COVID-19. | No iniciada debido a la situación tras la Pandemia de COVID-19. | No iniciada debido a la situación tras la Pandemia de COVID-19. | No iniciada debido a la situación tras la Pandemia de COVID-19. |
| 2021–22   | No iniciada debido a la situación tras la Pandemia de COVID-19. | No iniciada debido a la situación tras la Pandemia de COVID-19. | No iniciada debido a la situación tras la Pandemia de COVID-19. | No iniciada debido a la situación tras la Pandemia de COVID-19. | No iniciada debido a la situación tras la Pandemia de COVID-19. | No iniciada debido a la situación tras la Pandemia de COVID-19. | No iniciada debido a la situación tras la Pandemia de COVID-19. | No iniciada debido a la situación tras la Pandemia de COVID-19. | No iniciada debido a la situación tras la Pandemia de COVID-19. |

- ^ Finalizó la temporada regular con el mejor balance de victorias-derrotas.

### Por país
| Rank               | País               | Oro | Plata | Bronce | Total |
| ------------------ | ------------------ | --- | ----- | ------ | ----- |
| 1                  | Filipinas          | 3   | 2     | 2      | 7     |
| 2                  | Indonesia          | 2   | 2     | 0      | 4     |
| 3                  | Tailandia          | 2   | 1     | 3      | 6     |
| 4                  | Malasia            | 1   | 1     | 4      | 6     |
| 5                  | Hong Kong          | 1   | 0     | 2      | 3     |
| 6                  | Singapur           | 0   | 3     | 3      | 6     |
| 7                  | Vietnam            | 0   | 0     | 3      | 3     |
| 8                  | China              | 0   | 0     | 1      | 1     |
| Totales (8 países) | Totales (8 países) | 9   | 9     | 18     | 36    |

## Premios
| Temporada | Jugador                                     | Nacionalidad                                | Equipo                                      |
| --------- | ------------------------------------------- | ------------------------------------------- | ------------------------------------------- |
| 2009–10   | Attaporn Lertmalaiporn                      | Tailandia                                   | Thailand Tigers                             |
| 2010–11   | Mario Wuysang                               | Indonesia                                   | SM BritAma                                  |
| 2012      | Leo Avenido                                 | Filipinas                                   | San Miguel Beermen                          |
| 2013      | Asi Taulava                                 | Filipinas                                   | San Miguel Beermen                          |
| 2014      | Wei Long Wong                               | Singapur                                    | Singapore Slingers                          |
| 2015–16   | Wei Long Wong                               | Singapur                                    | Singapore Slingers                          |
| 2016–17   | Bobby Ray Parks Jr.                         | Filipinas                                   | Alab Pilipinas                              |
| 2017–18   | Bobby Ray Parks Jr.                         | Filipinas                                   | San Miguel Alab Pilipinas                   |
| 2018–19   | Bobby Ray Parks Jr.                         | Filipinas                                   | San Miguel Alab Pilipinas                   |
| 2019–20   | Cancelada debido a la Pandemia de COVID-19. | Cancelada debido a la Pandemia de COVID-19. | Cancelada debido a la Pandemia de COVID-19. |

| Temporada | Jugador                                     | Nacionalidad                                | Equipo                                      |
| --------- | ------------------------------------------- | ------------------------------------------- | ------------------------------------------- |
| 2009–10   | Jason Dixon                                 | Estados Unidos                              | Philippine Patriots                         |
| 2010–11   | Nakiea Miller                               | Estados Unidos                              | Westports KL Dragons                        |
| 2012      | Anthony Johnson                             | Estados Unidos                              | AirAsia Philippine Patriots                 |
| 2013      | Christien Charles                           | Estados Unidos                              | Sports Rev Thailand Slammers                |
| 2014      | Christien Charles                           | Estados Unidos                              | Hi-Tech Bangkok City                        |
| 2015–16   | Reggie Johnson                              | Estados Unidos                              | Westports Malaysia Dragons                  |
| 2016–17   | Marcus Elliott                              | Estados Unidos                              | Hong Kong Eastern Long Lions                |
| 2017–18   | Anthony Tucker                              | Estados Unidos                              | Chong Son Kung Fu                           |
| 2018–19   | Xavier Alexander                            | Estados Unidos                              | Singapore Slingers                          |
| 2019–20   | Cancelada debido a la Pandemia de COVID-19. | Cancelada debido a la Pandemia de COVID-19. | Cancelada debido a la Pandemia de COVID-19. |